# برنارد سميث (أستاذ جامعي)
برنارد سميث (بالإنجليزية: Bernard William Smith) هو مؤرخ الفن ومؤرخ ورسام أسترالي، ولد في 3 أكتوبر 1916 في سيدني في أستراليا، وتوفي في 2 سبتمبر 2011.